# 11-та армія ВПС і ППО
11-та Червонопрапорна армія ВПС і ППО (11-та А ВПС і ППО) — оперативне об'єднання Повітряно-космічних сил Російської Федерації у складі Східного військового округу.

## Історія
11 серпня 1941 року з метою посилення протиповітряної оборони на Далекому Сході Росії, військові частини та з'єднання, що там дислокуються, об'єднані в Далекосхідну зону ППО зі штабом у місті Хабаровську.
У серпні 1942 року на Далекому Сході формуються 9-та, 10-та і 11-та повітряні армії. У лютому-березні 1945 року створюються три армії ППО — Забайкальська, Приамурська та Приморська.
З 9 серпня по 2 вересня 1945 року особовий склад об'єднань брав участь у розгромі Японії.
1 червня 1957 року формується 1-ша Особлива Далекосхідна повітряна армія (ОДПА), а в березні 1960 року — 11-та окрема армія протиповітряної оборони (ОА ППО).
1 червня 1998 1-ша ОДПА і 11-й ОА ППО об'єднані у 11-ту армію ВПС і ППО. 1 березня 2009 року 11-та армія ВПС і ППО перейменована на 3-тє Командування ВПС і ППО. З 1 серпня 2018 року знову носить найменування 11-та армія ВПС і ППО.
За 2009 і 2010 роки підготовлено 8 льотчиків-снайперів, 34 льотчики 1 класу, 71 льотчик 2 класу, 80 льотчиків 3 класу.
615 військовослужбовців об'єднання брали участь у Другій російсько-чеченській війні, 73 з яких нагороджені державними орденами й медалями.
З початку агресії Росії у Сирії у вересні 2015 року, військовослужбовці об'єднання беруть участь у складі Авіаційної групи ВКС Росії. Багато нагороджені державними орденами й медалями. У серпні 2019 року, на території штабу армії в Хабаровську відкрито погруддя Герою Росії Роману Філіпову, що загинув у Сирії.
У складі армії авіаційні і зенітні ракетні з'єднання та військові частини, дислоковані на території Далекого Сходу і Східного Сибіру. У зоні об'єднання повітряний простір над 11 суб'єктами Російської Федерації.

## Історія організаційного будівництва
- Далекосхідна зона ППО
- Приамурська армія ППО (з 01.04.1945);
- Далекосхідна армія ППО (з 29.10.1945);
- Амурська армія ППО (з 01.06.1954)[3];
- Окрема Далекосхідна армія ППО (з 01.12.1956);
- 11-та окрема армія ППО (з 24.03.1960)[4];
- 11-та окрема Червонопрапорна армія ППО (з 30.04.1975)[5];
- військова частина 64603

У складі ЗС Російської Федерації:
- 11-та окрема Червонопрапорна армія ППО;
- 11-та Червонопрапорна армія ВПС і ППО (з 01.07.1998)[6];
- 3-тє Червонопрапорне командування ВПС і ППО (з 01.03.2009);
- 11-та Червонопрапорна армія ВПС і ППО (з 01.08.2015);
- військова частина 10253

## Склад
- Управління (місто Хабаровськ)
- 25-та Червонопрапорна Комсомольська дивізія ППО (місто Комсомольськ-на-Амурі, Хабаровський край);
  - 1529-й гвардійський зенітний ракетний полк, в/ч 16802 (Хабаровськ): управління, АКП, 3 дивізіони (24 од.) ПУ С-300ПС,
  - 1530-й зенітний ракетний полк, в/ч 31458 (Хабаровський край, селище Велика Картель): управління, АКП, 3 дивізіони (24 од.) ПУ С-300пм,
  - 1724-й зенітний ракетний полк, в/ч 22459 (місто Біробіджан, місто Південно-Сахалінськ): 3 дивізіони С-300В,
  - 39-й радіотехнічний полк, в/ч 21527 (Сахалінська обл., місто Південно-Сахалінськ, с. Хомутово),
  - 343-й радіотехнічний полк, в/ч 30593 (місто Хабаровськ).
- 26-та гвардійська Ясська Червонопрапорна, ордена Суворова дивізія ППО, в/ч 55345 (місто Чита, Забайкальський край):
  - 1723-й зенітний ракетний полк, в/ч 26292 (Забайкальський край, місто Чита, селище Каштак): 2 дивізіону (7 ПУЗРС С-300ПС).
  - 342-й радіотехнічний полк, в/ч 75313 (місто Чита).
- 93-тя дивізія ППО, в/ч 03103 (місто Владивосток, Приморський край):
  - 1533-й гвардійський зенітний ракетний Червонопрапорний полк, в/ч 40083 (Приморський край, Владивосток): управління, АКП, 3 дивізіони (24 од.) ПУ С-400, 1 дивізіон (4 од.) ПУ С-300В, 1 дивізіон (6 од.) ЗРПК 96К6 «Панцир-С2». (третій дивізіон в травні 2018 року освоював С-400 на полігоні Ашулук).
  - 589-й зенітний ракетний полк, в/ч 83266 (Находка): управління і АКП, 2 дивізіону (16 од.) ПУ С-400, 1 дивізіон (6 од.) ЗРПК 96К6 «Панцир-С1».
  - 344-й радіотехнічний полк, в/ч 30986 (Артем).
- 303-тя змішана авіаційна Смоленська Червонопрапорна, ордена Суворова дивізія (летовище Хурба, Хабаровський край):
  - 22-й винищувальний Халхінгольський Червонопрапорний авіаційний полк, в/ч 77994 (Приморський край, місто Артем, летовище Центральна Углова); техніка: 12 од. Су-35C (12, 15, 16, 17, 18, 19, 20, 21, 23, 24, 25, 26), 2 од. Су-30СМ (50, 51), 4 од. Су-30м2 (40, 41, 42, 43), 4 од. Су-27СМ (11, 12, 25, 30), 24 од. МіГ-31 БСМ (56, 57, 58, 59, 60, 61, 62, 63, 64, 65, 66, 67, 68, 69, 80, 81, 82, 83, 94, 95, 96, 07, 98, 99),
  - 23-й винищувальний авіаційний Талліннський полк, в/ч 77984 (Хабаровський край, місто Комсомольськ, авіабаза Дзьомгі); техніка: 24 од. Су-35C (01, 02, 03, 04, 05, 06, 07, 08, 09, 10, 11, 12, 21, 22, 23, 24, 25, 26, 27, 28, 29, 31, 32, 34), 4 од. Су-30СМ (14, 15, 16, 17), 2 од. Су-30м2 (20, 30)
    - авіаційна комендатура 23-го ВАП, в/ч 77984-2 (Сахалінська область, місто Долинськ, авіабаза Сокіл-Долинськ).

  - 277-й бомбардувальний авіаційний Млавський Червонопрапорний полк[7], в/ч 77983 (Хабаровський край, аеродром Хурба); техніка: 26 од. Су-34 (01, 02, 03, 04, 05, 06, 07, 09, 10, 11, 12, 14, 20, 21, 22, 23, 24, 25, 27, 29, 30, 31, 32, 33, 35, 36);
  - 18-й гвардійський штурмовий Червонопрапорний авіаційний полк, в/ч 78018 (Приморський край, авіабаза Чернігівка); техніка: 24 од. Су-25СМ (01, 02, 03, 04, 05, 06, 07, 09, 10, 11, 12, 14, 50, 51, 52, 53, 54, 55, 56, 57, 58, 59, 60, 61), 6 од. Су-25УБ (91,92,93,94,95,96)
    - авіаційна комендатура 18-го авіаполку, в/ч 78018-2 (Приморський край, селище Воздвиженка, летовище Воздвиженка);
- 120-й окремий гвардійський винищувальний авіаційний полк, в/ч 63559 (Забайкальський край, Читинський район, авіабаза Домна); техніка: 24 од. Су-30СМ (01, 02, 03, 04, 05, 06, 07, 10, 14, 15, 16, 17, 18, 19, 20, 24, 25, 21, 23, 26, 27, 28, 29, 31)
- 266-й окремий штурмовий авіаційний полк (Забайкальський край, авіабаза Степ); техніка: 24 од. Су-25 (03, 04, 05, 06, 07, 08, 09, 10, 12, 14, 15, 16, 23, 24, 25, 28, 29, 30, 31, 32, 57, 59, 62, 81), 6 од. Су-25УБ (51,52,53,71,72,74)
- 799-та окрема розвідувальна авіаційна ескадрилья, в/ч 78019 (Приморський край, авіабаза Варфоломіївка); техніка: 12 од Су-24МР (03, 04, 07, 18, 22, 24, 29, 32, 34, 35, 36, 42);
- 35-й окремий транспортний змішаний авіаційний полк в/ч 35471 (місто Хабаровськ); техніка: 8 од. Ан-12 (02, 06, 07, 09, 14, 15, 16, 17), 7 од. Ан-26 (22, 24, 25, 26, 27, 28, 29), 2 од. Ту-134, 1 од. Ту-154, 1 од. Іл-20М
  - змішана авіаційна ескадрилья 35-й ОТСАП (в/ч 35471-2), авіабаза Ключі, Камчатський край; Раніше 329-а осае війська РВСН, передана до ВПС у 2011 році; техніка: 2 од. Ан-12 (04, без борт), 5 од. Ан-26 (02, 06, 08, 10, 12), 4 од. Мі-8АМТШ-ВА (72, 75, 76, 78)
- 18-та бригада армійської авіації (БрАА) в/ч 42838 (місто Хабаровськ, аеродром Хабаровськ-Центральний): 18 од. Ка-52, 22 од. Мі-8АМТШ, 6 од. Мі-26; Сформована 1 грудня 2016 року в основі 573-ї авіаційної бази армійської авіації (2 розряду);
  - окремий вертолітний загін 18-ї БрАА, в/ч 42838-2 (Сахалінська область, острів Ітуруп, аеродром Буревісник): 4 од. Мі-8АМТШ. на початку 2017 року планувалося збільшення льотного складу утричі; з 2018 року військова авіація буде використовує обидва аеродроми острова Ітуруп — Буревісник та аеропорт Ітуруп-Ясний;
- 112-й окремий вертолітний полк (на основі 439-ї авіаційної бази армійської авіації), в/ч 78081 (міста Чита, аеродром Черьомушки): 20 од. Мі-24П, 32 од. Мі-8АМТШ; планувалося, переозброєння полку на Мі-28НМ у 2020—2021 роках; одночасно з цим, будуть створені 2 ескадрильї транспортно-бойових вертольотів Мі-8АМТШ;
- 319-й окремий вертолітний полк, в/ч 13984 (Приморський край, авіабаза Чернігівка): 22 од. Ка-52, 20 од. Мі-8АМТШ. (сформований на основі 575 авіаційної бази армійської авіації (2 розряду)).

## Командувачі
- генерал-лейтенант Урузмага Созрикоевіч Огоев (07.1998 — 2000);
- генерал-лейтенант авіації Ноговіцин Анатолій Олексійович (2000—2002);
- генерал-лейтенант авіації Садофьєв Ігор Васильович (2002 — 05.2007);
- генерал-лейтенант Іванов Валерій Михайлович (05.2007 — 2010);
- генерал-майор Дронов Сергій Володимирович (2010—2013);
- генерал-лейтенант Татаренко, Олександр Юрійович (2013 — 12.2015);
- генерал-лейтенант Тучков, Євген Миколайович[8][9] (01.2016 — 07.2017);
- генерал-майор Афзалов Віктор Мусавіровіч (07.2017 — 07.2018);[10]
- генерал-майор Кравченко, Володимир Вікторович (08.2018 — досі).[11]

## Розміщення штабу
Штаб дислокується на вулиці Леніна, будинок 30, місто Хабаровськ, Хабаровський край, 680030